# Munitionsdepot Barsowo

Satellitenfoto des 51. Arsenals vor der Explosion im April 2025.

Das Munitionsdepot Barsowo ist ein russisches Munitionslager in der Oblast Wladimir. Es ist das 51. Arsenal der GRAU. Das Depot ist etwa 3,3 km² groß. Es liegt bei den Dörfern Barsowo und Mirny mehrere km südwestlich der Stadt Kirschatsch und liegt 80 km nordöstlich vom Roten Platz in Moskau. Westlich verläuft die A 108. Zur ukrainischen Grenze sind es etwa 530 Kilometer.
Im Juni 2022 kamen bei einem Unglück im Depot fünf Menschen um.
Am 22. April 2025 kam es zu einem Brand und mehreren Explosionen, die kilometerweit sichtbar waren. Ursache des Feuers sei der Verstoß gegen Sicherheitsbestimmungen gewesen. Die beiden nahegelegenen Dörfer mussten evakuiert werden. Es gab laut Angaben des Gouverneurs Alexander Awdejew vier mittelschwer Verletzte.